# Xenasma tulasnelloideum
Xenasma tulasnelloideum är en svampart som först beskrevs av Höhn. & Litsch., och fick sitt nu gällande namn av Donk 1957. Xenasma tulasnelloideum ingår i släktet Xenasma och familjen Xenasmataceae.   Inga underarter finns listade i Catalogue of Life.